# Nagakute
Nagakute (jap. 長久手市 Nagakute-shi) – miasto w Japonii, w prefekturze Aichi, na wyspie Honsiu.
Wioska Nagakute powstała 10 maja 1906 roku w wyniku połączenia wiosek Nagakute (jap. 長湫村), Kamigō i Yazako (z powiatu Aichi). 1 kwietnia 1971 roku wieś zdobyła status miasteczka, a 4 stycznia 2012 roku Nagakute zdobyło status miasta.
W mieście położona była główna część wystawy Expo 2005, które przyczyniło się do znacznego zwiększenia gospodarki lokalnej i doprowadziło do budowy pociągu liniowego Linimo, łączącego miejscowość z metropolią w Nagoi.

## Edukacja
- Aichi Medical University
- Aichi Prefectural University of Fine Arts and Music
- Aichi Shukutoku University
- Aichi Prefectural University

## Populacja
Zmiany w populacji Nagakute w latach 1970–2015:
| Rok  | Populacja |
| ---- | --------- |
| 1970 | 11 317    |
| 1975 | 14 495    |
| 1980 | 18 610    |
| 1985 | 25 507    |
| 1990 | 33 714    |
| 1995 | 38 490    |
| 2000 | 43 306    |
| 2005 | 46 493    |
| 2010 | 52 399    |
| 2015 | 57 598    |

## Współpraca
Miejscowość partnerska:
- Waterloo, Belgia (od 8 października 1992)[3]